# NGC 2935
NGC 2935 este o hi (21cm) source⁠(d) situată în constelația Hidra. A fost descoperită în 20 martie 1786 de către William Herschel. Se află la o distanță de 31,19 de megaparseci de Pământ.